# Жабокреки-над-Нітроу
Жабокреки-над-Нітроу (словац. Žabokreky nad Nitrou) — село, громада округу Партизанське, Тренчинський край. Кадастрова площа громади — 6.98 км².
Населення 1740 осіб (станом на 31 грудня 2020 року).

## Історія
Жабокреки-над-Нітроу згадуються 1291 року.

## Населення
| Рік:            | 1994. | 2004.   | 2014.   | 2024.   |
| --------------- | ----- | ------- | ------- | ------- |
| Кількість осіб: | 1633  | 1658    | 1686    | 1710    |
| Різниця:        |       | +1,53 % | +1,68 % | +1,42 % |

| Рік:            | 2023. | 2024.   |
| --------------- | ----- | ------- |
| Кількість осіб: | 1703  | 1710    |
| Різниця:        |       | +0,41 % |